# Albert Smet
Albert Smet (Loretto (Verenigde Staten), 10 maart 1916 – Koekelberg, 29 april 1971) was een Belgisch syndicalist en politicus voor de CVP.

## Levensloop
Smet werd werktuigkunde bij Ford Zwijndrecht, maar stopte al snel met dit beroep om van 1936 tot 1940 propagandist te worden van de KAJ. Vervolgens werkte hij van 1941 tot 1944 als staatsbediende.
In 1944 stopte Smet als staatsbediende om secretaris te worden bij het ACV en oefende dit mandaat uit tot in 1958. Via het ACW verzeilde hij in de partij CVP en was voor deze partij van 1946 tot aan zijn overlijden gemeenteraadslid van Lokeren, waar hij eveneens voorzitter was van de plaatselijke Commissie voor Openbare Onderstand.
Van 1958 tot aan zijn dood in 1971 zetelde hij bovendien in de Belgische Senaat als rechtstreeks gekozen senator voor het arrondissement Dendermonde-Sint-Niklaas.
Smet was gehuwd met Irma Ivens en had vijf kinderen, onder wie de latere minister Miet Smet.